# زیمری لیم

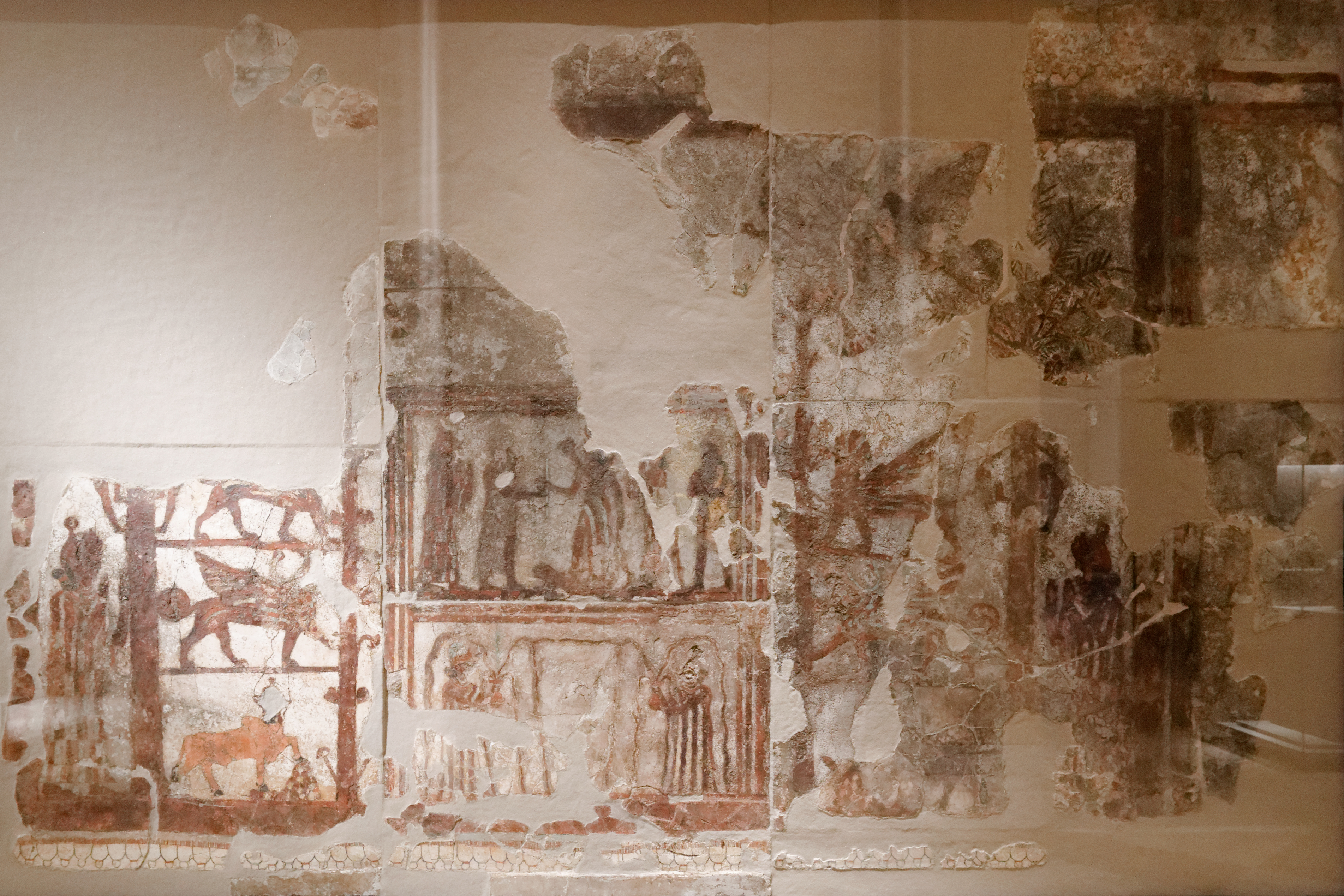
اعطای نشان زیمری لیم، قلمرو ماری. (قرن ۱۸ پیش از میلاد)

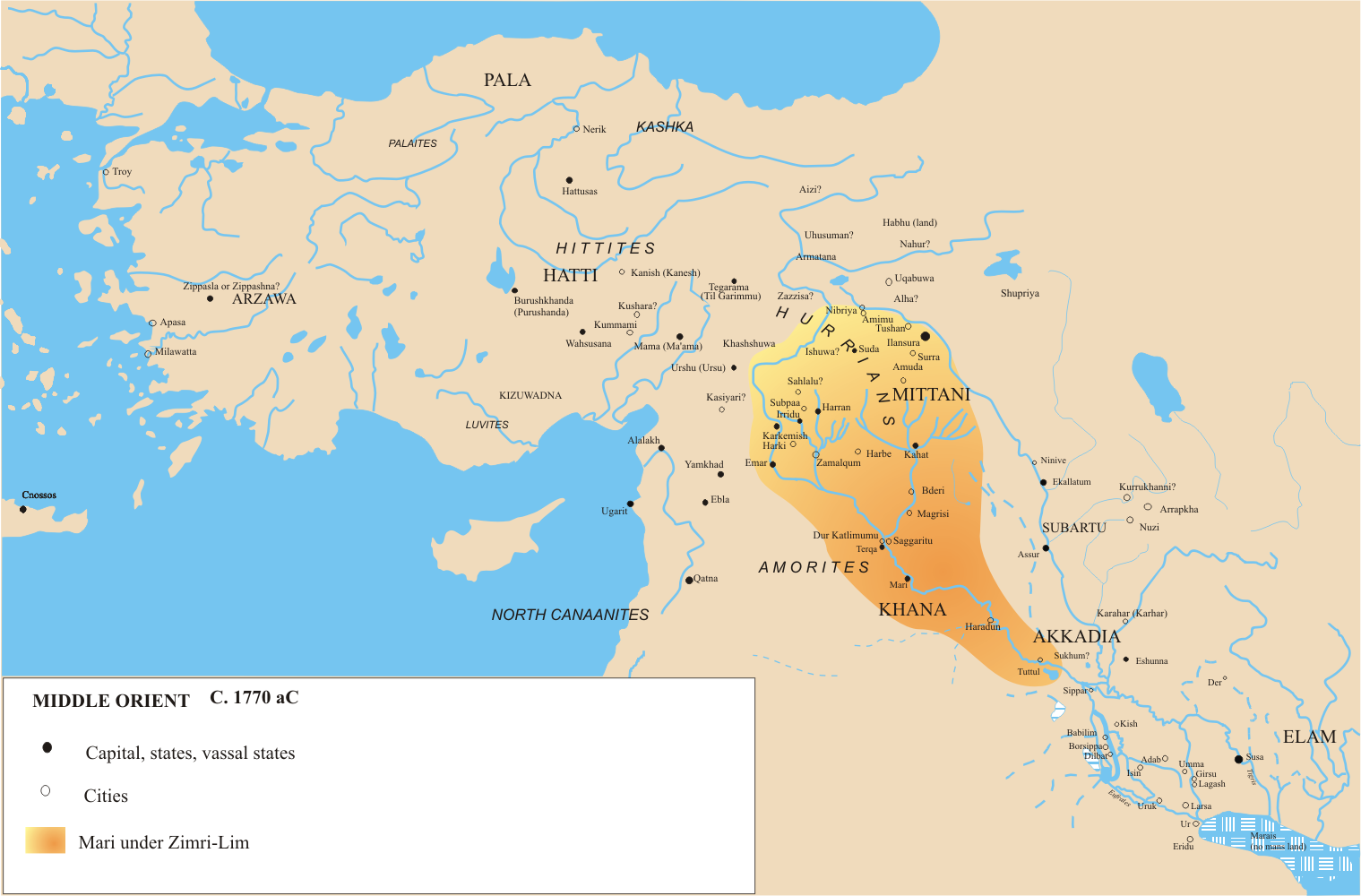
قلمروی ماری در دوران حکومت زیمری لیم در سده هجدهم پ.م

زیمری لیم (آکدی: 𒍣𒅎𒊑𒇷𒅎 Zi-im-ri Li-im) از حدود ۱۷۸۱ پ.م تا ۱۷۵۷ پ.م پادشاه ماری بود.

او، پسر یا نوهو وارث یاهدوم لیم بود، اما هنگامی که پدرش در جریان کودتا توسط خادمان خود کشته شد، مجبور به فرار به یمحاض شد. او با اندریگ رابطه ضعیفی داشت که گهگاه با او می‌جنگید و با او هم پیمان می‌شد. شهر توسط شمشی-ادد یکم پادشاه اکالاتوم اشغال شد که پسر خود یسمه-اَدَد را بر تخت نشاند.  اندکی پس از مرگ شمشی-ادد یکم، زمری لیم از تبعید بازگشت و توانست یسمه-اَدَد را با کمک یاریملیم پادشاه یمحاض، از قدرت برکنار کند.

 یک متن ادبی اکدی وجود دارد که در سالهای اولیه سلطنت او نوشته شده است به نام حماسه زیمری لیم.
زمری لیم حدود سیزده سال بر ماری حکومت کرد و مبارزات گسترده‌ای برای استقرار قدرت خود در مناطق مجاور در امتداد فرات و دره خابور انجام داد. او کاخ خودش را در شهر گسترش داد، که احتمالاً در آن زمان بزرگ‌ترین قصر بود و بیش از ۲۶۰ اتاق در سطح زمین داشت و مطمئناً مورد غبطه پادشاهان دیگر بود. این کاخ توسط حمورابی بابلی ویران شد..
همچنین در صحنه گسترده‌تری فعال بود و برای مدتی (شاید در حدود ۱۷۶۴ پ.م) با حمورابی در جنگ‌های او علیه ایلام، اشنونا و لارسا متحد شد. زیمری لیم برای مبارزات حمورابی نیروهای کمکی اعزام می‌کرد، و اگرچه این دو روابط دیپلماتیک گسترده‌ای داشتند، به نظر می‌رسد که هرگز حضوری ملاقات نکرده‌اند.
پس از شکست ایلام، هیچ نیروی خارجی برای حفظ توازن متزلزل قوا بین پادشاهان میانرودان وجود نداشت. اتحاد بین زیمری لیم و حمورابی پس از فتح لارسا توسط بابل بدتر شد. در سال ۱۷۶۲ پیش از میلاد، حمورابی با وجود اتحاد قبلی، ماری را فتح و غارت کرد (اگرچه ممکن است شهر بدون جنگ تسلیم شده باشد). در این زمان زیمری لیم از نظر تاریخی ناپدید می‌شود و گمان می‌رود کشته شده است.
زندگی شخصی زیمری لیم تا حدی از طریق الواح نگهداری شده در آرشیو دولتی ماری شناخته شده است.  او با شیبتو، شاهزاده‌خانم یمحاض (حلب و مناطق اطراف) ازدواج کرد و معروف است که حداقل هشت دختر از همسران مختلف داشته است. چند تن از دختران او با حاکمان شهرهای محلی ازدواج کرده بودند و دو نفر دیگر به عنوان کشیش شناخته می شوند. مکاتبات بین پادشاه و دخترانش شواهدی را نشان می‌دهد که زیمری لیم به زنان بسیار فکر می‌کرد و آنها را در تصمیم‌گیری صالح می‌دانست.